# Axel Gerntke

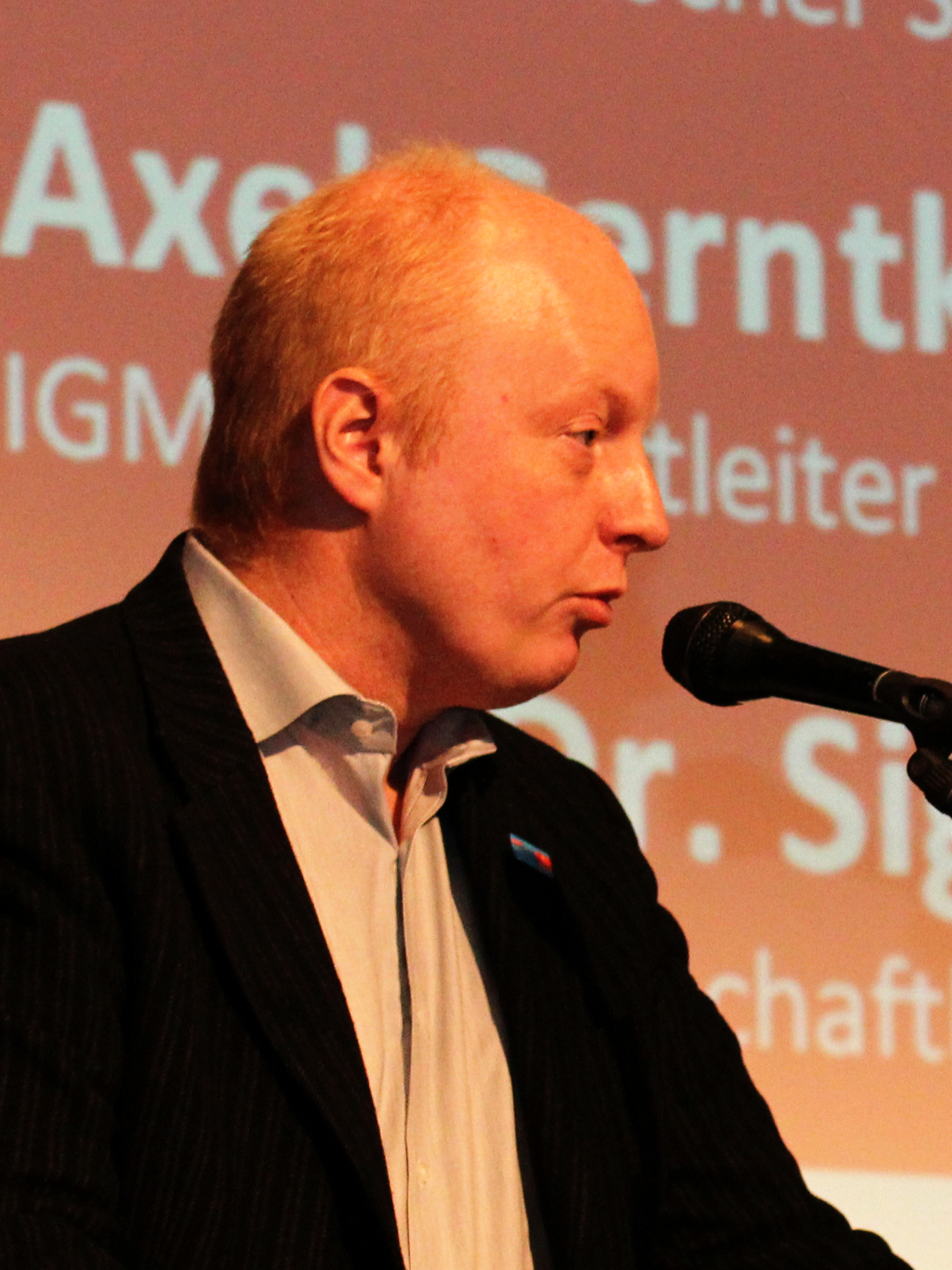
Axel Gerntke, 2013

Axel Gerntke (* 29. April 1964 in Hamburg) ist ein deutscher Politiker (Die Linke). Von 2021 bis 2024 war er Abgeordneter des Hessischen Landtags.

## Leben
1992 schloss Gerntke die einstufige Juristenausbildung an der Universität Hamburg ab. Ab 1993 war er in verschiedenen Funktionen als Gewerkschaftssekretär bei der IG Metall in Frankfurt am Main tätig.

## Politik
Gerntke ist Mitglied der Partei Die Linke. Seit 2014 ist er einer von zwei Kreisvorsitzenden der Linken in Frankfurt. Bei der Landtagswahl in Hessen 2018 kandidierte er für die Linke im Wahlkreis Frankfurt am Main I, verfehlte jedoch zunächst den Einzug in den Landtag. Am 1. November 2021 rückte er für Janine Wissler in den Hessischen Landtag nach. Bei der Landtagswahl in Hessen 2023 kandidierte er erneut in Frankfurt und auf Listenplatz 6. Er erhielt kein Mandat mehr und schied im Januar 2024 aus dem Landtag aus.